# Johnny Guitar
Johnny Guitar (bra/prt: Johnny Guitar) é um filme estadunidense de 1954, do gênero faroeste, dirigido por Nicholas Ray, estrelado por Joan Crawford, e coestrelado por Sterling Hayden, Scott Brady e Mercedes McCambridge. O roteiro de Philip Yordan e Ben Maddow foi baseado no romance homônimo de 1953, de Roy Chanslor.
A produção é famosa por trazer Crawford em um papel usualmente estrelado por homens: uma dona de salão que é levada a um duelo mortal com sua rival.
Em 2008, "Johnny Guitar" foi selecionado para preservação no National Film Registry, seleção filmográfica da Biblioteca do Congresso dos Estados Unidos, como sendo "culturalmente, historicamente ou esteticamente significativo".

## Sinopse
Vienna (Joan Crawford), dona de um salão próximo da ferrovia, tem planos ambiciosos para seu terreno. Emma Small (Mercedes McCambridge), filha de um rico fazendeiro da cidade vizinha, não pretende deixar que ela os realize. Emma é apaixonada por The Dancin' Kid (Scott Brady), que, por sua vez, prefere Vienna. Tentando se livrar da inimiga, a herdeira manda seus capangas destruírem o salão e inicia uma verdadeira guerra, na qual Vienna conta com o luxuoso auxílio de uma importante figura de seu passado: Johnny Guitar (Sterling Hayden).

## Elenco
- Joan Crawford como Vienna
- Sterling Hayden como Johnny Guitar / Johnny Logan
- Scott Brady como The Dancin' Kid
- Mercedes McCambridge como Emma Small
- Ben Cooper como Turkey Ralston
- Ernest Borgnine como Bart Lonergan
- Ward Bond como John McIvers
- John Carradine como Velho Tom
- Royal Dano como Corey
- Frank Ferguson como Marshal Williams
- Paul Fix como Eddie
- Rhys Williams como Sr. Andrews
- Ian MacDonald como Pete
- Robert Osterloh como Sam

## Produção
Joan Crawford e Nicholas Ray estavam escalados em um filme intitulado "Lisbon", pela Paramount Pictures, mas o roteiro se mostrou inaceitável. Crawford, que detinha os direitos de exibição do romance "Johnny Guitar", que o autor Roy Chanslor dedicou a ela, trouxe o enredo para a Republic Pictures e fez com que o estúdio contratasse Ray para dirigir uma adaptação.
Crawford queria que Bette Davis ou Barbara Stanwyck fossem escaladas para o papel de Emma Small, mas ambas eram muito caras. Claire Trevor era a próxima em mente para o papel, mas não pôde aceitar porque estava envolvida em outro filme. Finalmente, Ray trouxe Mercedes McCambridge.
A maioria das pessoas afirmava que era fácil trabalhar com Crawford, sempre profissional, generosa, paciente e gentil. Os problemas entre Crawford e McCambridge surgiram no início, mas Ray não se assustou – a princípio. Ele achava que era "enviado do céu" como elas não gostavam uma da outra, e sentiu que isso aumentava muito o conflito dramático. As razões para a rivalidade remontavam a uma época em que Crawford namorou o marido de McCambridge, Fletcher Markle. De acordo com algumas das outras co-estrelas, McCambridge alfinetava Crawford sobre isso. McCambridge também parecia não gostar do fato de que Crawford e Ray estavam tendo um caso amorso. Crawford, por outro lado, não gostava do que ela pensava ser uma "atenção especial" que Ray estava dando a McCambridge.
Para piorar as coisas, McCambridge estava lutando contra o alcoolismo durante esse período, algo que ela admitiu mais tarde que contribuiu para os problemas entre ela e Crawford.
Após as filmagens, McCambridge e Hayden declararam publicamente sua antipatia por Crawford, com McCambridge rotulando Crawford de "uma mulher mesquinha, embriagada, poderosa e ovo podre". Hayden disse em uma entrevista: "Não há dinheiro suficiente em Hollywood que me atraia para fazer outro filme com Joan Crawford. E eu gosto de dinheiro".
Crawford, por sua vez, disse sobre McCambridge: "Tenho quatro filhos – não preciso de um quinto".
Mais tarde, Ray afirmou que uma bêbada Crawford, durante um acesso de raiva, jogou os figurinos de McCambridge na rua. Crawford mais tarde admitiu, rindo, que havia jogado as próprias roupas de McCambridge na rua. Ray também disse sobre aquela época: "Joan bebia muito e gostava de brigar", mas também era "muito atraente, com uma decência básica".

## Recepção
A revista Variety comentou: "Isso prova que [Crawford] deveria soltar as selas e deixá-las para outra pessoa e ficar com as luzes da cidade como pano de fundo. [O filme] é apenas uma peça justa de entretenimento. [O roteirista] fica tão envolvido com as nuances e neuroses dos personagens, tudo embrulhado em diálogos, que [o filme] nunca teve a chance de sobressair da sela ... As pessoas na história nunca alcançam muita profundidade, essa superficialidade dos personagens está em desacordo com a tentativa pretensiosa de análise à qual o roteiro e a direção dedicam tanto tempo". Bosley Crowther, em sua crítica para o The New York Times, destacou a aparência física de Crawford, afirmando que "mais nenhuma feminilidade vem dela quanto vem do robusto Heflin em Shane. Pois a moça, como sempre, é tão assexuada quanto os leões nos degraus da biblioteca pública, e tão afiada e romanticamente proibitiva quanto um pacote desembrulhado de lâminas de barbear". Ele comentou ainda que o filme não era mais do que um "passo-a-passo plano – ou um passeio ocasional – de clichês ocidentais ... A cor é levemente horrível e o cenário do Arizona é justo. Vamos considerá-lo um fiasco. A Srta. Crawford foi embora".
O jornal Harrison's Reports elogiou o filme como "uma das melhores produções de seu tipo. Filmado no que é sem dúvida o melhor exemplo de fotografia Trucolor já mostrado, sua mistura de romance, ódio e violência prende a atenção, apesar do fato de estar sobrecarregado com uma série de passagens 'faladas'. Isso, no entanto, não é uma falha séria e pode ser corrigido por algum corte criterioso do tempo de execução bastante longo".

### Reavaliação crítica
De acordo com Martin Scorsese em relação ao filme, o público estadunidense contemporâneo "não sabia o que fazer, então eles o ignoraram ou riram dele". O público europeu, por outro lado, não tendo os mesmos preconceitos do público estadunidense, viu o filme pelo que era: "uma produção intensa, não convencional, estilizada, cheia de ambiguidades e subtextos que a tornavam extremamente moderna". Durante seu lançamento no exterior, o filme foi aclamado por Jean-Luc Godard e François Truffaut, que escreveram críticas na revista cinematográfica francesa Cahiers du Cinéma. Truffaut ainda descreveu o filme como a "Bela e a Fera dos faroestes, um sonho de faroeste". Ele ficou especialmente impressionado com a extravagância do filme: as cores fortes, a poesia dos diálogos em certas cenas, e a teatralidade que resulta no desaparecimento e morte de cowboys "com a graça das bailarinas".
Em seu lançamento de 1988, "Mulheres à Beira de um Ataque de Nervos", o diretor espanhol Pedro Almodóvar prestou homenagem ao filme. A protagonista Pepa Marcos (Carmen Maura), dubladora, desmaia ao dublar a voz de Vienna em uma cena em que Johnny (dublado anteriormente pelo ex-amante de Pepa) e Vienna brincam sobre seu passado conflituoso. O filme de Almodóvar também termina com uma perseguição e uma mulher obcecada atirando em sua personagem principal. Em 2012, o diretor de cinema japonês Shinji Aoyama listou a produção como um dos melhores filmes de todos os tempos. Ele disse: "Johnny Guitar é o único filme que eu gostaria de refazer algum dia, embora saiba que é impossível. É provavelmente o mais próximo do pior pesadelo que posso ter. Tenho certeza de que meu desejo de refazer este filme vem do meu pensamento distorcido de que quero refazer meu próprio pesadelo".
No Rotten Tomatoes, site agregador de críticas, o filme possui um índice de aprovação de 94% baseado em 51 críticas, com uma pontuação média de 8,5/10. O consenso crítico do site diz: "Johnny Guitar avança com confiança pelas convenções de gênero, emergindo com uma declaração brilhante que transcende seu cenário de época – e deixou uma marca indelével".

### Bilheteria
Durante sua exibição inicial nos cinemas, "Johnny Guitar" arrecadou US$ 2,5 milhões na América do Norte. De acordo com a revista Kinematograph Weekly, o filme foi um "produtor de dinheiro" nas bilheterias britânicas em 1954.

### Homenagens
O filme foi reconhecido pela Instituto Americano de Cinema nas seguintes listas:
- 2003: 100 Anos...100 Heróis e Vilões
  - Emma Small – Vilã (Indicada)[31]
- 2008: Top 10 do AFI
  - Filme Faroeste Indicado[32]

## Adaptações
O filme foi adaptado para um musical Off-Broadway, que estreou em 2004, com um livro do produtor de televisão estadunidense Nicholas van Hoogstraten, letras de Joel Higgins e músicas do próprio Higgins Martin Silvestri.

## Na cultura popular
- O filme é visto brevemente em "Mulheres à Beira de um Ataque de Nervos" (1988), já que os personagens interpretados por Carmen Maura e Fernando Guillén estão dublando o filme para o espanhol.
- Vienna e Jill McBain (Claudia Cardinale), do filme "C'era una volta il West" (1968), de Sergio Leone, possuem histórias semelhantes (ambas ex-prostitutas que se tornaram proprietárias de um salão, que possuem o terreno exatamente onde será construída uma estação de trem por causa do acesso à água). Além disso, Harmonica (Charles Bronson), como o personagem-título de Sterling Hayden, é um estranho misterioso e pistoleiro conhecido por seu apelido musical. Parte da trama central do filme italiano (colonos ocidentais contra a companhia ferroviária) pode ter sido reciclada de "Johnny Guitar".[33]
- Durante a fuga, o casal assassino em "La Sirène du Mississipi" (1969), de François Truffaut, interpretado por Jean-Paul Belmondo e Catherine Deneuve, vão a uma exibição de "Johnny Guitar" em Lyon, e depois discutem o filme na rua.
- No primeiro episódio da décima segunda temporada de "Bonanza" (1959–73), "The Night Virginia City Died", o bar de Vienna é incendiado pela enésima vez. A filmagem é espetacular e parece ter sido usada em muitos filmes e programas de televisão.
- Na paródia faroeste "Support Your Local Gunfighter" (1971), Cooper satiriza seu próprio papel como um jovem pistoleiro.
- No álbum "White1", da banda Sunn O))), a música "My Wall" frequentemente menciona o personagem Johnny Guitar em suas letras.
- O filme é citado pelo protagonista Ferdinand no 10.º longa-metragem de Jean-Luc Godard, "Pierrot le fou" (1965), e em "La Chinoise" (1967) por Henri, que é expulso de uma cela por defender o filme. Em "Week End" (1967), 'Johnny Guitar' é um indicativo de chamada pronunciado em um walkie-talkie.
- Cenas do filme são usadas em "La Société du Spectacle" (1974), de Guy Debord.
- A música-título é ouvida em rádios em todo o deserto de Mojave no videogame "Fallout: New Vegas" (2010).